# Tweed Heads
Tweed Heads é uma cidade localizada às margens do Rio Tweed no nordeste de Nova Gales do Sul, Austrália. Tweed Heads situa-se junto à fronteira com Queensland, adjacente à "Twin Town", cidade de Coolangatta, um subúrbio de Gold Coast. É muitas vezes referido para como uma cidade onde você pode alterar fusos (celebrar o ano novo duas vezes dentro de uma hora) simplesmente por atravessar a rua, devido à sua proximidade com a fronteira com o estado de Queensland e o fato de Nova Gales do Sul estar adiantada em uma hora no horário de verão, enquanto Queensland não.